# Hoya carnosa
Espèce
Hoya carnosa est une espèce de plante à fleurs de la famille des Apocynaceae, aussi connue sous l'appelation « fleur de porcelaine » et  « fleur de cire ». C'est une liane aux tiges et feuilles glabres originaire d'Asie, de l'Inde jusqu'en Malaisie, ainsi que d'Australie.

## Description
Les tiges mesurent jusqu'à 6 m.

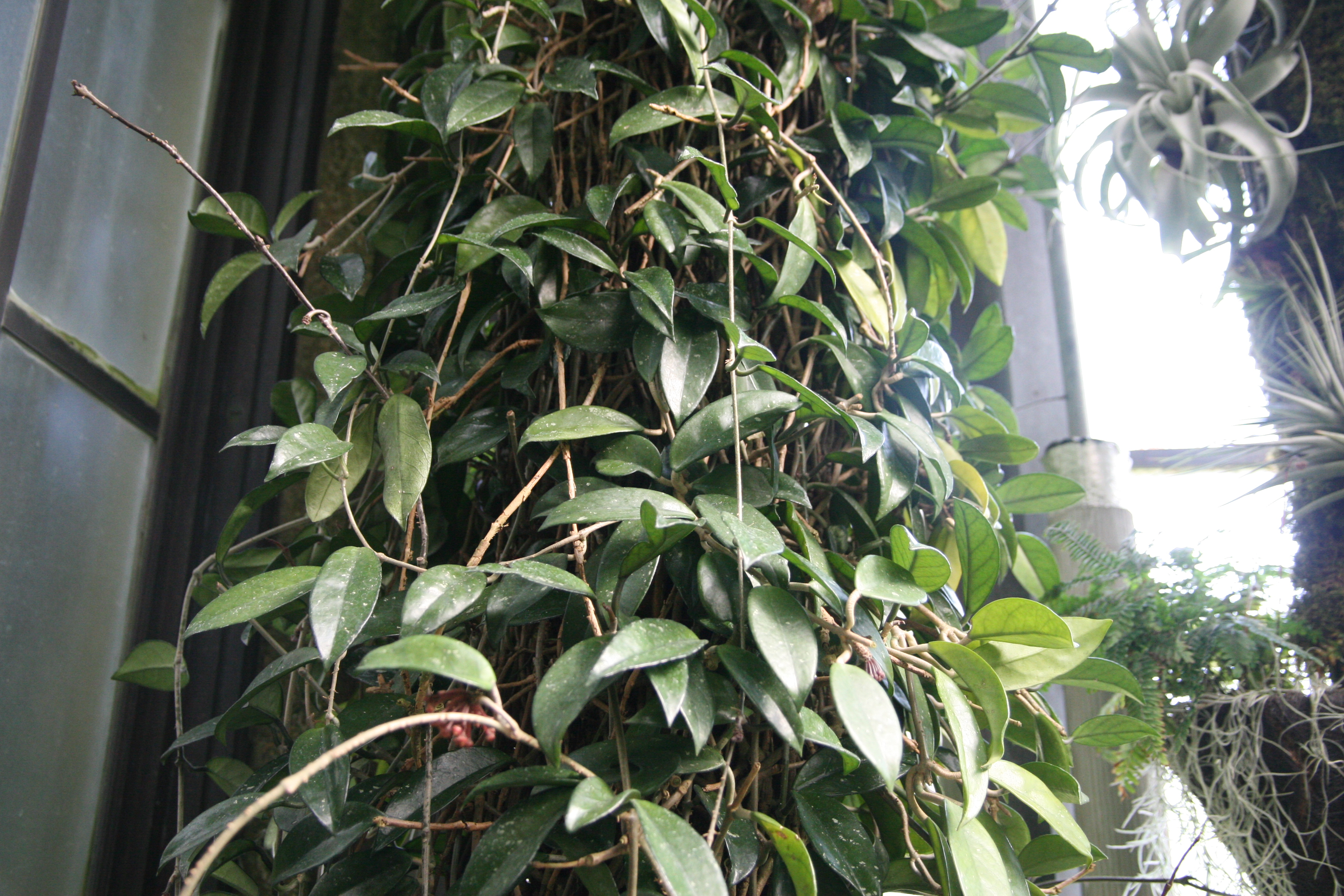
Tiges et feuillage de Hoya carnosa.

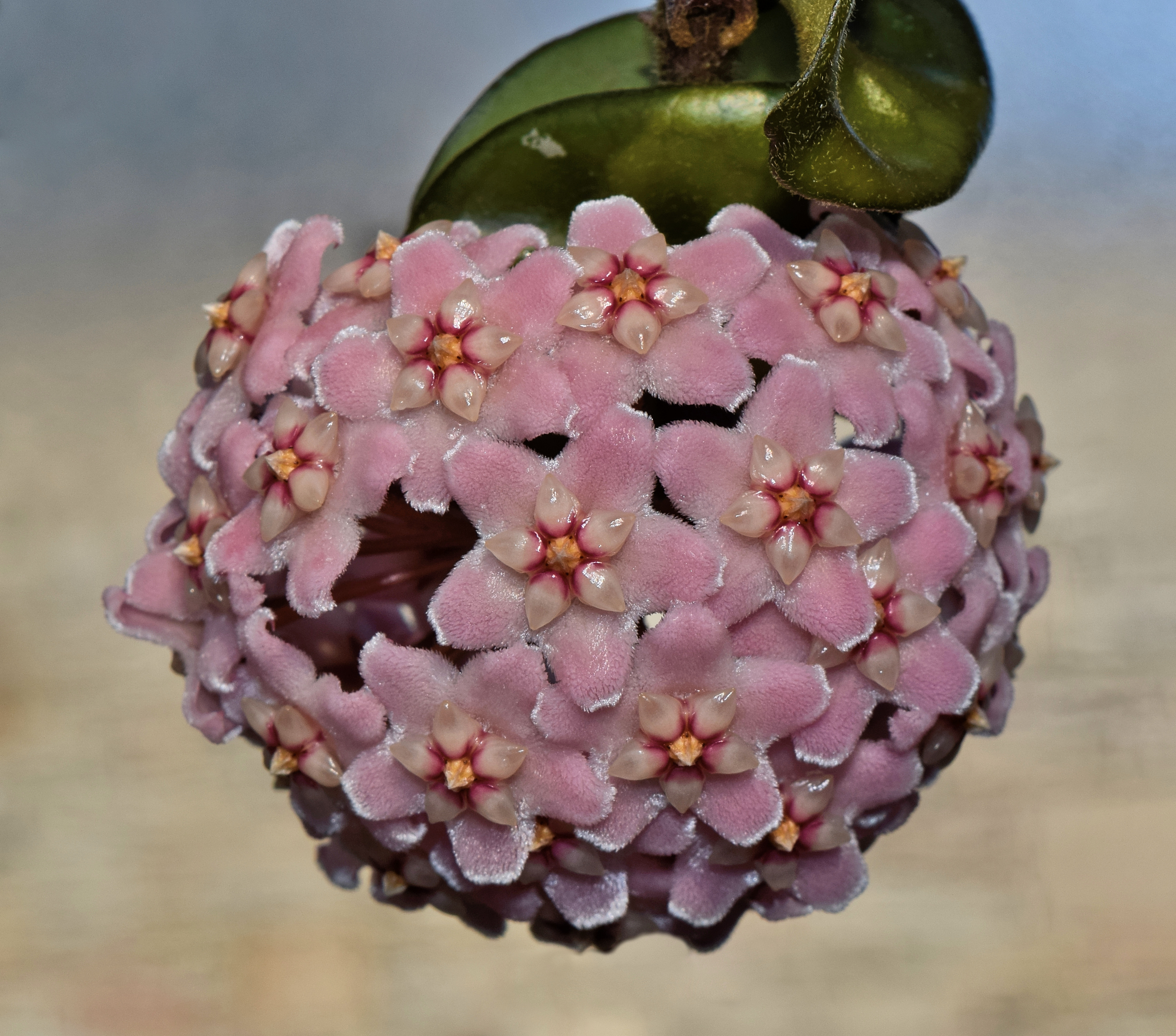
Fleurs de Hoya carnosa.

Les feuilles, ovales ou elliptiques, mesurent 3–5 cm de large pour 3,5–13 cm de long, avec un pétiole de 1–1,5 cm environ.
Les fleurs sont regroupées en pseudo-ombelles. Chaque fleur est blanche, parfois avec un centre rose, et mesurent 1,5–2 cm de diamètre.

## Culture
Hoya carnosa se cultive bien en pot et en panier suspendu. Ses rameaux nombreux prolifèrent pour atteindre des proportions importantes (lianes de plusieurs mètres). Son feuillage est légèrement ciré et les fleurs sont très parfumées quand l'exposition lui plaît (2 à 3 heures au soleil levant ou couchant, par exemple).
Floraison : du printemps à la fin de l'été, il peut produire des ombelles de 10 à 30 petites fleurs en forme d'étoile dont la maturité est progressive (2 à 3 semaines) sur le même pédoncule. Les effluves sont nocturnes à tendance phéromonale. Elles méritent bien leurs appellations de « fleurs de porcelaine » ou « fleurs de cire ».
Soins : très résistant (les tiges cassées mettent plusieurs mois pour se déshydrater). Bouturage au printemps. Laisser sécher la surface entre 2 arrosages. À rempoter régulièrement en fin d'hiver ou au début du printemps, ne pas abîmer la motte. Plante très casanière, elle n'aime pas déménager et sa longévité est exceptionnelle. Organiser les supports et palissages en tenant compte de la durée de vie. Ne nécessite aucun engrais.